# Euglossa mandibularis
Euglossa mandibularis là một loài Hymenoptera trong họ Apidae. Loài này được Friese mô tả khoa học năm 1899.